# Comuna Tjele
Tjele (Tjele Kommune) a fost o comună din comitatul Viborg Amt, Danemarca, care a existat între anii 1970-2006. Comuna avea o suprafață totală de 273,40 km² și o populație de 8.503 de locuitori (în 2003), iar din 2007 teritoriul său face parte din comuna Viborg.
1. ↑  Danske borgmestre 1970-2018 (PDF)